# Tiridate II de Parthie
Pour les articles homonymes, voir Tiridate.
Tiridate II de Parthie est un roi arsacide des Parthes d'origine inconnue.
Tiridate II devient roi des Parthes vers 30/31 av. J.-C. au détriment de Phraatès IV, mais il est destitué par ce dernier avec l'aide des Scythes. Tiridate II s'enfuit en Syrie, où l'empereur romain Auguste lui permet de rester, mais refuse de le soutenir. 
Il échoue à reconquérir le trône de Parthie lors d'une nouvelle tentative de s'emparer du pouvoir aux dépens de Phraatès IV, entre 27 et 25 av. J.-C. Il retourne auprès d'Auguste, alors en Espagne en lui livrant en otage un fils de Phraatès qu'il a enlevé.
Auguste refuse de livrer Tiridate II à Phraatès IV mais informe le roi parthe qu'il ne donnera plus de secours à son rival et renvoie à Phraatès son fils sans rançon.  